# Valenciolenda fadaforesta
Valenciolenda fadaforesta (лат.) — вид полужесткокрылых насекомых из семейства Kinnaridae, единственный в роде Valenciolenda. Троглобионт, обнаруженный в нескольких пещерах в восточной части Иберийских гор в  сообществе Валенсия (Испания). Необычен тем, что представляет собой первый на Пиренейском полуострове вид, населяющий исключительно подземную среду. Первый пещерный вид Kinnaridae в Старом свете, седьмой пещерный вид Kinnaridae в мире, и третий вид пещерных полужесткокрылых в Средиземноморской среде. Это единственный вид рода Valenciolenda, который был описан вместе с этими видами. Первым полужесткокрылым троглобионтом, обнаруженным на территории Испании, была Collartida anophthalma из семейства хищнецы на Канарском острове Иерро.
По мнению биолога Серхио Монтагуда, данный вид является реликтом древней фауны субтропических лесов, которые ранее произрастали в этих местах. После изменения климата Valenciolenda смогла уцелеть за счет перехода от наземного к подземному образу жизни.

## Описание
Valenciolenda fadaforesta представляет собой маленькое насекомое длиной около 3-4 мм, демонстрирующее адаптацию к пещерной жизни: например, отсутствие сложных фасеточных глаз или простых глазок, очень слабую пигментацию тела, уменьшенные крылья и надкрылья. Спасаясь от хищников, они могут прыгать на несколько сантиметров с последующим планированием на каёмчатых крылышках, а их диета предположительно основана на свисающих с потолка пещер корнях растений. Способность планировать на каёмчатых крылышках благодаря конвергентной эволюции также наблюдается у неродственного вида Solonaima baylissa семейства циксиидов, которые обитают в лавовой трубке вулканического национального парка Ундара Австралии. Также они обладают интересной физиологической особенностью — перед началом движения дёргают брюшком в выбранном направлении.

## Таксономия
Из-за различий, обнаруженных между гениталиями исследованных особей и остальными родами семейства Kinnaridae, исследователи выделили новый род Valenciolendа. Авторами названия вместе с научным обозначением (Hoch&Sendra) являются Hannelore Hoch и Alberto Sendra, которые внесли основной вклад в исследование нового рода.

## Этимология
Valenciolenda — родовое название, полученное прежде всего из-за происхождения вида недалеко от Валенсии в Испании. Вторая часть родового названия указывает на принадлежность рода к трибе Adolendini.
Полупрозрачные крылья с голубоватыми краями самцов вида напоминают крылья фей — мифологических существ из западноевропейской мифологии. Пещеры, в которых был обнаружен этот вид, находятся в лесных районах, поэтому видовое название fadaforesta описывает его внешний вид как «лесную фею», начиная с «fada» (фея на валенсийском языке) и «foresta» (лес).

## Распространение
Представители Valenciolenda fadaforesta наблюдались в шести пещерах сообщества Валенсия в Испании.